# 丁樹奇
丁樹奇，字伯英，贵州贵阳人，清朝政治人物、進士出身。
光緒二十九年（1903年）癸卯科進士，三甲一百二十九名，同年閏五月，著交吏部掣签分发各省，以知县即用。后官山東長清县知县。